# Diocèse de Marseille
Le diocèse de Marseille est un ancien diocèse du royaume de France supprimé en 1801, avant d'être rétabli en 1822 puis d'être élevé au rang d'archidiocèse de Marseille en 1948.